# Distretto del Sud-Est Sicilia
Il Distretto del Sud-Est Sicilia è un distretto economico che serve il territorio delle province di Catania, Ragusa e Siracusa.
È stato istituito, in accordo con diversi enti locali, le camere di commercio di Catania, Siracusa e Ragusa, e Sicindustria, alla presenza dell'allora presidente della Repubblica Italiana Giorgio Napolitano, il 26 febbraio 2014, a Catania  per rilanciare l'economia di quel territorio e facilitare l'accesso ai fondi comunitari.
Obiettivo è anche quello di implementare i sistemi di governance di un'area che rappresenta da sola l'80% del PIL della Sicilia. La sede è stata fissata a Ragusa.
Erano già stati creati inoltre il Distretto turistico del Sud-Est Sicilia, il Distretto culturale del Sud-Est Sicilia e il Distretto Orticolo del Sud Est Sicilia.